# 医療法人
|                  | 病院  | 一般診療所 | 歯科診療所 | 計      |
| ---------------- | ----- | ---------- | ---------- | ------- |
| 国               | 316   | 535        | 4          | 855     |
| 公的医療機関     | 1,181 | 3,663      | 248        | 5,092   |
| 社会保険関係団体 | 46    | 405        | 4          | 455     |
| 医療法人         | 5,632 | 47,479     | 16,946     | 70,057  |
| 個人             | 99    | 38,859     | 49,135     | 88,093  |
| その他           | 801   | 14,358     | 399        | 15,558  |
| 計               | 8,075 | 105,299    | 66,736     | 180,110 |

医療法人（いりょうほうじん、英: medical corporation）とは、病院、医師や歯科医師が常勤する診療所、介護老人保健施設または介護医療院の開設、所有を目的とする法人である。
根拠規定は医療法第6章（旧第4章）であり、その冒頭の39条において社団と財団の2種類が認められている。社団である医療法人を医療法人社団、財団である医療法人を医療法人財団と呼ぶ。医療法人社団・医療法人財団は公益性に関する一定の要件を満たして認定を受けることで社会医療法人となることができる。医療法人の99%以上が医療法人社団である。銀行振込などで使用する略称は「イ」。医療法人社団、医療法人財団、社会医療法人の区別はされていない。
全国の病院施設数の約69％（5,632施設：病院分類中1位）、全国の診療所施設数の 約45％（47,479施設：診療所分類中1位）、全国の歯科診療所施設数の 約25％（16,946施設：歯科診療所分類中2位。最多は「個人」の49,135施設：約73％）が医療法人であり、また、病院全病床数の 56.2%（828,713 床）、有床一般診療所全数の78.5%（57,925床）を占めており、数的に医療の根幹を支えている。（病院#制度も参照）

## 概説
1950年（昭和25年）8月に、前年に行なわれた医療法改正に伴い、医療法人制度が施行。同年10月1日に兵庫県にて第1号の法人（医療法人藤森医療財団。法人格は残存しているがM&A後なので別）が認可。2024年に施行後74年を迎えた法人制度である。
なお、一般財団法人や独立行政法人（JCHOなど）、社会福祉法人など医療法人以外の法人格を持つ医療機関もあるが、時々、一部報道で医療法人以外の法人体が運営する医療機関を「『医療法人』が運営する医療機関」として表記している場合がある。しかし、医療法第40条上でも「医療を行っている法人組織＝医療法人」ではなく、その文字・標記を用いてはならない。あくまでも独立行政法人や社会福祉法人などが運営する医療機関はそれぞれの法人体が運営する医療機関であり、混同してはならない。
医療法人制度創設の趣旨は、「私人による病院経営の経済的困難を、医療事業の経営主体に対し、法人格取得の途を拓き、資金集積の方途を容易に講ぜしめること等により、緩和せんとするものであること」 とあり、病院等の開設主体に法人格を取得することができるようにすることで経営・運営上の困難を解消することを目的としたものである。
日本全国では約58,900の医療法人があり（2024年3月末）、持分の定めのある社団がそのうち約70%を占め、持分の定めのない社団は約30%存在している。一方で財団医療法人は総数の1％未満である。また、常勤医師を一人又は二人しか持たない「一人医師医療法人」は47,924で、医療法人全体の約80%に達している。
医療法人の設立には主たる事務所の所在地の都道府県知事の認可が必要とされる（医療法第44条）。都道府県知事は認可判断にあたっては、都道府県医療審議会の意見を聞かなければならない（医療法第45条第2項）。医療法人は都道府県知事の認可後、設立の登記をすることで成立する（医療法第46条第1項）。医療法人の登記は、組合等登記令が適用され、登記所において行われる。
平成26年度末までは、2つ以上の都道府県において病院等を開設する医療法人については、広域医療法人（厚生労働大臣所管の医療法人）と呼ばれ、認可権限が厚生労働大臣にあった（旧医療法第68条の2）。認可判断にあたっては社会保障審議会の意見を聞かなければならなかった（旧医療法第68条の2）。また、他県の事業者と合併した場合にも広域医療法人への移行が必要であった。しかし、広域医療法人制度は平成27年4月1日から「地域の自主性及び自立性を高めるための改革の推進を図るための関係法律の整備に関する法律」（平成26年法律第51号）により廃止されたので、2つ以上の都道府県において病院等を開設する医療法人は主たる事務所の都道府県知事が所管している。

## 種類
|                    |                    | 財団 | 社団   | 計     |
| ------------------ | ------------------ | ---- | ------ | ------ |
| 総数               | 総数               | 394  | 58,508 | 58,902 |
|                    | うち、特定医療法人 | 47   | 266    | 313    |
| うち、社会医療法人 | 37                 | 324  | 361    |        |

### 法人の一般的種類による分類
- 医療法人社団
2007年4月1日以降の医療法人　社団の類型は以下の通りとなる。
  - 持分の定めのない医療法人 
    - 持分の定めのない法人
    - 基金拠出型法人（持分の定めのない社団医療法人がその資金調達手段として基金を選択したもの。）
    - 社会医療法人（都道府県が認定。2008年4月1日より）
    - 特定医療法人（国税庁が認定）

  - 持分の定めのある医療法人
    - 持分の定めのある法人
    - 出資額限度法人（※出資額限度法人は、社員の退社及び残余財産の分配にあたりその出資額を払戻額を限度としたものであって、持分がないわけではない。）
- 医療法人財団
  - 医療法人財団
  - 社会医療法人（2008年4月1日より）
  - 特定医療法人

### 法律により認定や承認された法人の分類
- 社会医療法人
- 特定医療法人
- 特別医療法人（平成24年3月末に制度廃止）

### 行政機関の所管による分類
- 広域医療法人（厚生労働大臣所管法人）〔平成27年4月1日施行法により廃止。平成27年4月1日以降は、すべて都道府県知事所管法人〕
  - 2つ以上の都道府県において病院等を開設する医療法人。認可権限は厚生労働大臣にある。
- 都道府県知事所管法人
  - 医療法人の主たる事務所の所在地の都道府県知事に認可権限がある。

### 実態に着目した法人の通称
- 一人医師医療法人（※通称であり明確な種類ではない）

### 医療法人に関係するその他の法人制度
- 地域医療連携推進法人制度（医療機関相互間の機能の分担及び業務の連携を推進し、地域医療構想を達成するための一つの選択肢。これにより、地域において質が高く効率的な医療提供体制を確保する事を目指す制度。ホールディングカンパニー（持株会社）制度のようなもの）

### 参考：医療法人社(財)団と一般社(財)団法人
- 「医療法人社(財)団○○会」（医療法人社団・医療法人財団）は、医療法の医療法人定義のなかの「社(財)団」というカテゴリーに該当する。一方、「一般社(財)団法人○○会」は、「公益法人」（一般社団法人及び一般財団法人に関する法律により設立された「一般 社団・財団法人」、「公益社(財)団法人○○会」は公益法人認定法により公益性の認定を受けた「公益 社団・財団法人」）である。厚生労働省「医療施設動態調査」による分類においても、医療法人と公益法人は別分類となっている。[9]

## 管理
医療法人社団においては、社員と呼ばれる株主に似た構成員からなる社員総会が、最高意思決定機関となり、理事の選任等を行う。社員総会で選任された理事で構成する理事会で理事長を選任し、理事長が法人代表者となり、医療法人の経営を行う。
財団の場合、社員総会はないが、評議員で構成される評議員会を置かなければならない（医療法第46条の2第2項）。役員は評議員会によって選任される。理事会が最高意思決定機関となる。理事長は、医療法で定める事柄や重要な事項として寄附行為で定める事項を行う前に評議員会の意見を聴かなければならないとされている（医療法第46条の4の5）。
医療法人には、理事3人以上および監事1人以上を置かなければならない（医療法第46条の5第1項）。理事長は原則として医師又は歯科医師でなければならない（医療法46条の6第1項）。また、開設する病院の管理者（いわゆる院長）を原則として理事に加えなければならず（医療法46条の5第6項）、この院長たる理事が理事長を務めることが多い。法制度上、法人、精神機能障害で職務を適正に行うことができない者、医療法などで罰金刑以上を受けた者などは医療法人の理事になることができない。

## 義務・罰則

### 義務
医療法人は、毎会計年度終了後、３か月以内に都道府県庁に損益計算書や貸借対照表などを含む事業報告書を提出しなければならない（医療法第52条第1項）。提出された事業報告書は都道府県庁で誰でも閲覧することができる（医療法第52条第2項）。また、登記事項に変更などがあった場合は、組合等登記令の定めに従って登記をしなければならない（医療法第43条第1項）。加えて社員総会、評議員会、理事会の議事録といった法人の意思決定に関係する書類や会計帳簿などの財務関係書類を保存することも義務付けられている（医療法46条の3の6など）。
医療法人の理事は、法令、定款、社員総会の決議を遵守し、忠実にその職務を行わなければならない任務忠実義務がある（医療法46条の6の4）。また、理事、監事、評議員はその任務を怠ったことにより医療法人に損害が生じたときは損害賠償責任を負う（医療法第47条）。
また、令和5年5月19日に公布された全世代対応型の持続可能な社会保障制度を構築するための健康保険法等の一部を改正する法律(令和5年法律第31号)により、医療法（昭和23 年法律第205号）が改正され、医療法人に関する情報の調査及び分析等を行う新たな制度が令和5年8月1日から施行されることとなった。

### 罰則
医療法人が登記を怠ったり、事業報告書の提出を怠ったり、禁止されている剰余金の配当を行った場合などは、理事などが過料に処されることとされている（医療法第93条）。

## 業務の範囲
医療法人は、医療法第39条、第42条から本来業務、附帯業務、附随業務を行うことができるとされている。社会医療法人は、それらに加えて収益業務を行うことができるとされている（医療法第42条の2）。

### 本来業務
病院、医師若しくは歯科医師が常時勤務する診療所、介護老人保健施設または介護医療院を開設・運営する業務のこと。地方自治法上の指定管理者として病院などを管理・運営する業務も含まれる。

### 附帯業務
本来業務以外の業務であって医療法第42条の規定により定款等で定めることで行うことができる業務のこと。看護師等の養成所の経営や有料老人ホームの設置など様々なものがあり、厚生労働大臣告示及び厚生労働省医政局長通知により、具体的な該当事業が判断できるようになっている。あくまでも、本来業務に支障のない限り行うことができるとされているものだが、医療サービスと福祉・介護・高齢者向け住居サービスなどの一体的な提供が求められる社会的状況の中、近年は附帯業務の範囲についても拡大される傾向にある。

### 附随業務
開設する病院等の本来業務の一部として又は附随して行われる業務のこと。収益業務の規模にならない範囲として、収益業務に含まれず、定款での定めも必要ない。
例えば、病院内の売店や敷地内駐車場がこれにあたる。

### 収益業務
社会医療法人は、本来業務の経営に充てることを目的として、(1)農業、林業 (2)漁業 (3)製造業 (4)情報通信業 (5)運輸業、郵便業 (6)卸売業、小売業 (7)不動産業、物品賃貸業（建物売買業、土地売買業を除く。） (8)学術研究、専門・技術サービス業 (9)宿泊業、飲食サービス業 (10)生活関連サービス業、娯楽業 (11)教育、学習支援業 (12)医療、福祉（病院、診療所、介護老人保健施設又は介護医療院に係るもの及び医療法第42条各号に掲げるものを除く。） (13)複合サービス事業 (14)サービス業を定款等で定めることで行うことができるとされているが、その業務のこと。（※税務上の「収益事業」とは異なる概念であり、範囲も異なる）

## 財務
医療法人は剰余金の配当ができない点（医療法第54条）で通常の営利法人とは区分されているが、残余財産分配（みなし配当）は、可能である。従って残余財産分配（みなし配当）もできないために原則非課税となる公益法人等とはされていない。そのため社会医療法人を除く医療法人は、法人税等の税制面では原則的に営利法人と同じ扱い（法人税において23.2％）が適用される。さらにおこなえる事業の種類が非常に限定されていることから（医療法第42条）、比較的近い目的を持ち、税法上は公益法人等に当たる社会福祉法人（剰余金配当も残余財産分配も出来ないため法人税などは収益事業を行わないかぎり0％）とは法人の性質が異なっている。
なお、良質な医療を提供する体制の確立を図るための医療法等の一部を改正する法律による改正前の医療法では、持分を定めた社団医療法人は出資持分を定めることが可能であった。この場合、旧厚生省が通達したモデル定款によれば、出資割合に応じてその払い戻しが可能と解釈されていた。なお改正後においても持ち分または出資持分の定め自体は、直接に禁止の規定はないが、持分の払い戻しはできないので規定の意味はない。
したがって、その法人の社員が死亡等の事由により退社した際、その相続人が、その出資持分を承継した場合、課税庁により、純資産価額方式（又は純資産価額方式及び類似業種比準価額方式）により払戻し時の時価により評価が行われる（財産評価通達194－2）。この場合、その相続人等が、持分を定めた社団医療法人の多額の相続税の返還請求を求めるケースがある。このため、多額の払戻しを請求された法人が解散に至ることもあり、課税庁と医療法人側がその出資評価をめぐって昭和50年代から60年代にかけて訴訟が提起されていた（東京地裁昭和53年4月17日判決, 行集29巻4号538頁参照）。平成22年4月8日最高裁判所判例によれば、定款に「払込出資額に応じて」という定めがある場合において、出資社員は退社時に払込出資額に応じて払戻しを請求することができる旨判示している（平成22年4月8日最高裁判所第一小法廷判決）。
現在は、医療法人の出資評価は、時価評価することが妥当であると説示されているため、課税実務では、依然として時価評価が行われている。
現在の医療法において（良質な医療を提供する体制の確立を図るための医療法等の一部を改正する法律（平成18年6月21日法律第84号）による改正。平成19年4月1日施行）においては、新たに医療法人を設立しようとする者は、社団形態は選択できるが、社員に対して持分の定めることはできない「。ただし、既に設立された持分を定めた社団医療法人については、良質な医療を提供する体制の確立を図るための医療法等の一部を改正する法律附則10条2項により「当分の間」存置されることとなった。この「当分の間」については、期限が設けられていないため、再度法律改正がいつされるか不透明である。
また、良質な医療を提供する体制の確立を図るための医療法等の一部を改正する法律が施行される2007年4月以降に医療法人を設立する際、解散時の残余財産の帰属先は「国、地方公共団体、公的医療機関の開設者、財団または持ち分の定めのない社団の医療法人」の中から選ぶことになる。
医療法人財団・持分の定めのない医療法人社団については、一定の要件を満たすことで、医療法第42条の2が規定する社会医療法人（旧医療法の特別医療法人は2012年3月末に廃止された）、あるいは、租税特別措置法67条の2に規定される特定医療法人（医療法の規定には存在せず租税特別措置法上の制度である）となることができる。
社会医療法人（旧医療法では特別医療法人）になった場合には、医療法人の目的は医療に専念することが基本ではあるが、附帯業務だけでなく収益業務を行うことができる。但し、通常の医療法人についても最近では老人ホームの運営など附帯業務について緩和される傾向にある。特定医療法人となった場合には、相続税や法人税の減免を受けることもできる（法人税19％）。但しどちらの場合にも収入要件や役員の給与要件、残余財産の原則国庫への帰属など公益法人等と同じような要件を満たす必要がある。
社会医療法人については、公益法人制度改革（公益法人関連法令については、平成20年度施行）と併せて課税上の何らかの優遇措置が予定されていたが、公益法人制度改革においても、税制の優遇措置は長期課題とされているため、未だその措置については、不透明であった。
平成28年現在、社会医療法人は医療保健業の法人税は非課税とされており、救急医療などに使っている病院などの固定資産については、固定資産税や都市計画税は非課税とされている。
私法上の建前からいうと、法人格を有するのはあくまで医療法人であり、病院はその所有の客体となる資産にすぎないが、行政法規等ではあたかも病院そのものが法人格を有するかのように扱われることが多い点、注意を要する。
個人経営の病院や診療所に比べて、医療法人の資産が個人の資産と分離ができて効率よく経営ができるメリットがある。また税制にも有利になるといわれていたが、この近年の個人の所得税率の低下・医療法人化による事務コストの増加を精査すると、税務以外も考慮した総コストでは医療法人のメリットは大きく減殺されている。

## 会計
医療法人の会計は、「この法律及びこの法律に基づく厚生労働省令の規定によるほか、一般に公正妥当と認められる会計の慣行に従うものとする。」（医療法第50条）とされている。
医療法第51条以下に定めるところにより、すべての医療法人は会計年度ごとに損益計算書・貸借対照表を含む事業報告書等書類を作成し、監事の監査を受けた上で理事会の承認を得て都道府県知事に届出なければならないが、負債の額が50億円以上又は事業収益の額が70億円以上の医療法人（社会医療法人は、負債20億円以上又は事業収益10億円以上であるか、社会医療法人債を発行する法人）においては、損益計算書・貸借対照表の作成は医療法人会計基準に基づかなければならず、また、これら2点と財産目録に係る監査は公認会計士か監査法人によるものでなければならない。さらに、それらの要件に該当する法人（ただし社会医療法人はすべての法人）は前2点について公告しなければならない。

## 記号
Unicodeに医療法人を表す「(医)」を一文字にした記号は含まれていないが、丸囲み文字が含まれている。
| 記号 | Unicode | JIS X 0213 | 文字参照          | 名称                            |
| ---- | ------- | ---------- | ----------------- | ------------------------------- |
| ㊩   | U+32A9  | -          | &#x32A9; &#12969; | 丸医 CIRCLED IDEOGRAPH MEDICINE |